# Brunimento
O brunimento é um processo mecânico de usinagem por abrasão, empregado no acabamento de peças. 

## Processo
O brunimento é feito com uma ferramenta especial de retificação, constituída de segmentos de material abrasivo, montados em grupo. Durante o processo, os grãos ativos do brunidor entram em contato com a superfície da peça girando lentamente e deslocando o brunidor ao longo da geratriz da superfície de revolução com movimentos alternativos de pouca amplitude e frequência relativamente grande. Ao girar, o brunidor faz um movimento vertical oscilante de subir e descer. 
A operação de brunimento é realizada em cilindro de motores, alojamento de êmbolos hidráulicos, canos de canhão, cilindros de freios tanto cilindro mestre quanto cilindro de roda, cilindro de embreagem, comandos hidráulicos e válvulas, matrizes para parafuso entre outros. Durante o giro e avanço, o brunidor é sempre guiado pela peça. O brunimento externo é aplicado na usinagem de eixos e árvores.

## Especificações de ferramentas de brunir
Os brunidores podem ser fabricados em:
- Abrasivos convencionais
- Super abrasivos

### Abrasivos Convencionais
Tipo de liga: Os brunidores com abrasivos convencionais normalmente são fabricados com liga vitrificada
- Oxido de alumínio: Aplicação em aço. Tubos hidráulicos.
- Carboneto de silício: Aplicação Ferro fundido, materiais não ferrosos,camisas e blocos de motores;

### Super abrasivos
Tipos de liga: Resina, metálica, galvânica.
- CBN: Aplicação em aço temperado, tubos hidráulicos etc.
- Diamante: Aplicação em aços, Ferro fundido, metal duro, cerâmica, etc.

#### Vantagens brunimento com superabrasivo
- Longa vida, tolerâncias apertadas (cilindricidade, circularidade);
- Redução no tempo de operação, tempo parada troca de pastilhas;
- Remoção mais rápida, melhor acabamento;

## Tipo de liga e aplicação
- Resina: aplicado em metal duro, ferro fundido e cerâmica.
- Metálica: Aplicado em aço temperado, aço mole e metais não ferrosos.
- Galvânica: utilizado principalmente em desbaste lpócom remoção rápida.